# Stipa inebrians
Stipa inebrians là một loài thực vật có hoa trong họ Hòa thảo. Loài này được Hance miêu tả khoa học đầu tiên năm 1876.